# Tangara à diadème
Stephanophorus diadematus
Genre
Espèce
Statut de conservation UICN

 LC  : Préoccupation mineure
Le Tangara à diadème (Stephanophorus diadematus) est une espèce de passereaux appartenant à la famille des Thraupidae. C'est la seule espèce du genre Stephanophorus.

## Répartition
On le trouve au nord-est de l'Argentine, au sud du Brésil et en Uruguay.

## Habitat
Il vit dans les zones ouvertes.